# Arlanza
L'Arlanza è un fiume della Spagna nordoccidentale, affluente del Pisuerga. Scorre nelle province di Burgos e Palencia, è lungo 160 km e drena un bacino di 5.338 km².

## Geografia

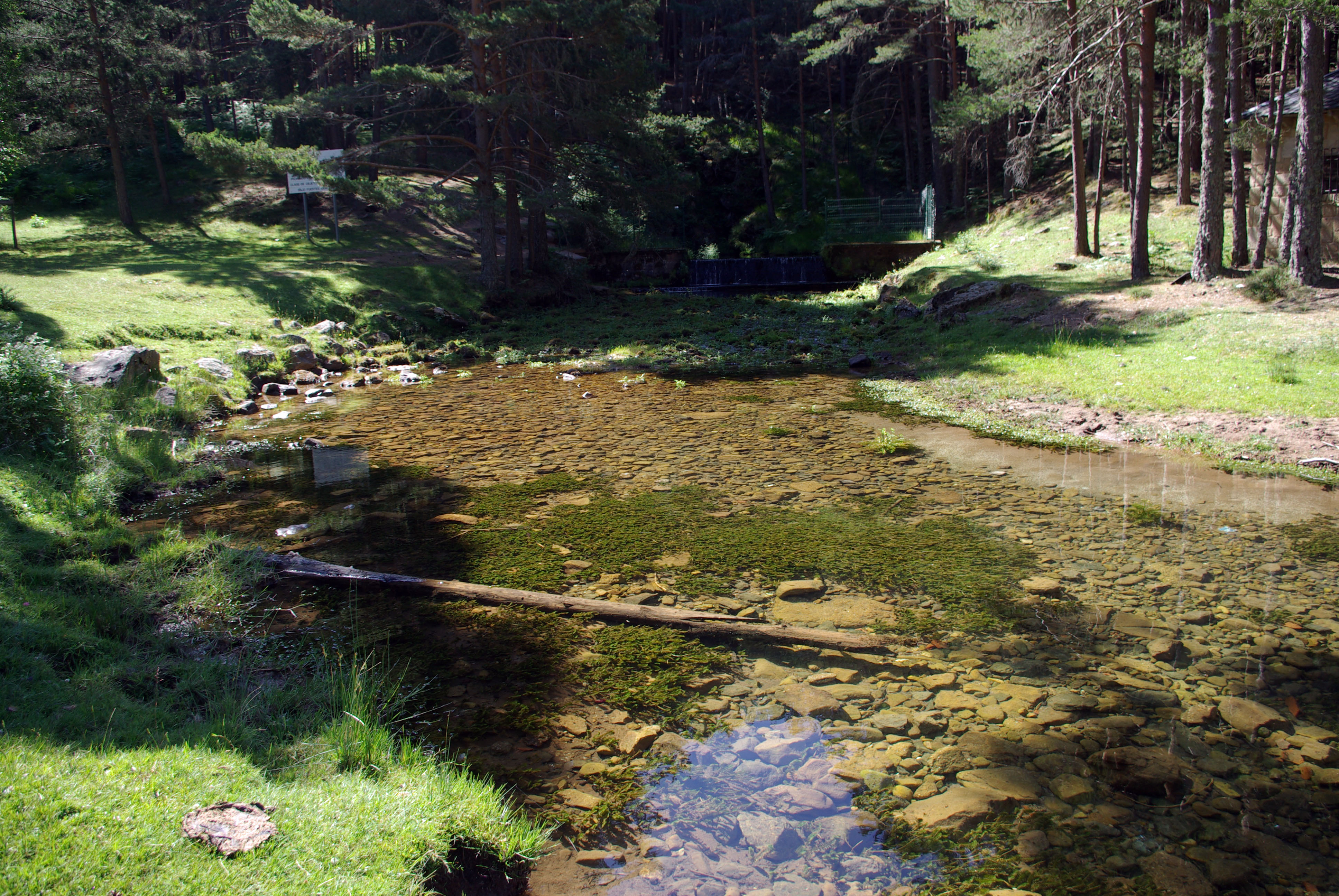
Sorgentio dell'Arlanza

Nasce nella sierra de Neila, vicino a Quintanar de la Sierra, nella località Fuente Sanza. Scorre nella provincia di Burgos e passa per comuni come Castrovido, Salas de los Infantes, Hortigüela, Tordómar, Quintanilla del Agua, Covarrubias o Lerma. Sbocca nel Pisuerga poco prima della località di Torquemada (Palencia).

### Affluenti
I principali affluenti di sinistra sono i fiumi Zumel, Abejón, Ciruelos, Mataviejas, Revilla e Franco; di destra, i fiumi Pedroso, de San Martín, Cubillo e Arlanzón.